# 小梗
在生物學上， 小梗是一種小型支撐結構。

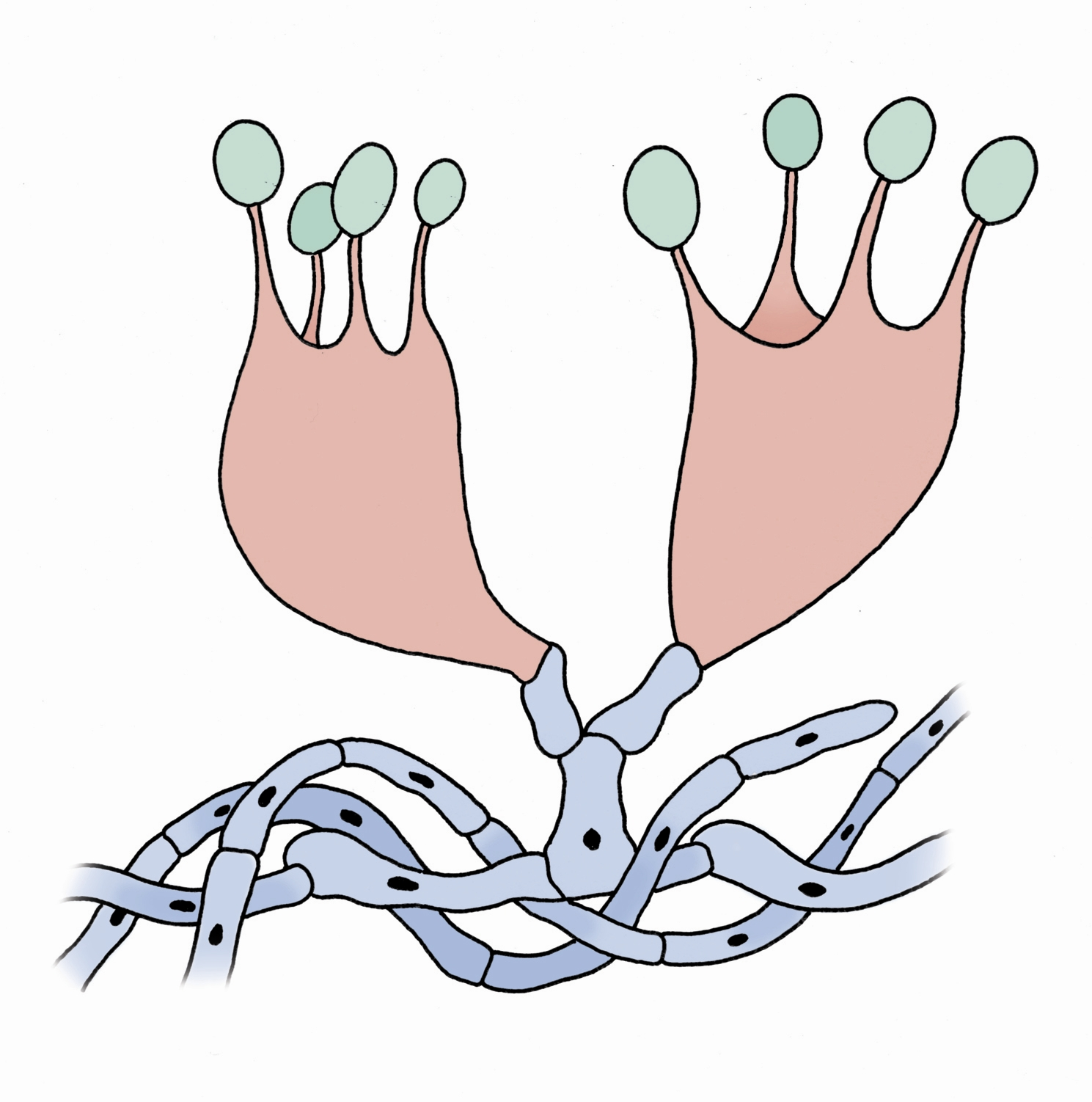
在真菌學中，小梗又名擔孢子梗，是連接孢子（綠色）和擔子（紅色）的細長延伸部分。

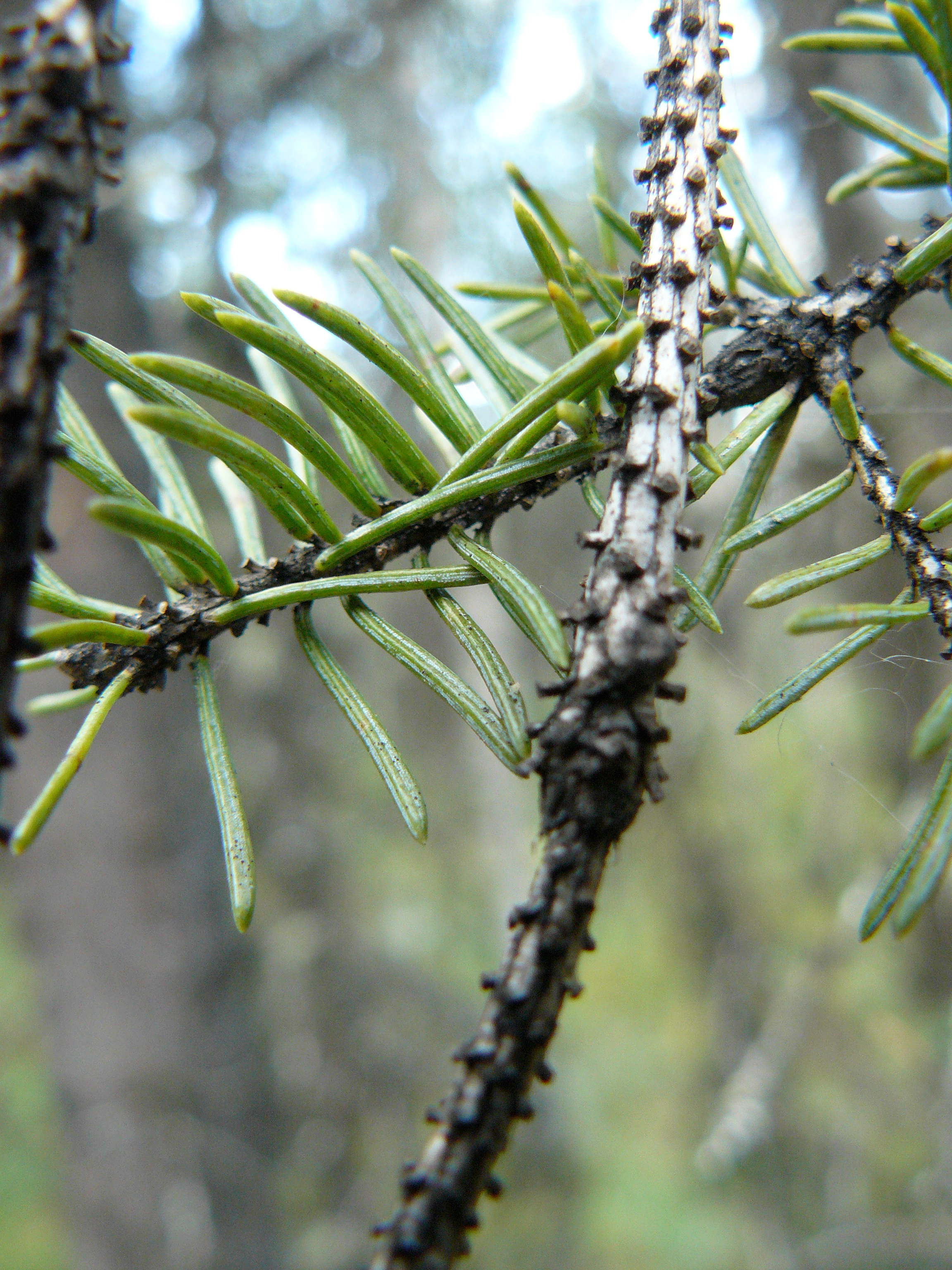
即使葉子已經掉落，小梗仍留在雲杉和鐵杉的細枝上。

這個名詞通常用在真菌學中，而它會被殊稱為擔孢子梗，因為它是指擔子（携带孢子的细胞）的延伸，由基部絲狀部分和細長突起的部份組成，突起部份的尖端帶有孢子。 當擔子發育並經歷減數分裂時，在擔子上產生（通常）四個细胞核。細胞核逐漸遷移到擔子的尖端，每一個細胞核都將遷移到一個擔孢子梗所承托的孢子。 

在植物學中，小梗也可以指部份针叶树品種，特别是云杉和铁杉葉子基部的莖狀結構，也稱為“木栓”。 